# 김세환 (가수)
김세환(金世煥, 1948년 7월 15일 ~ )은 대한민국의 작사가, 포크 팝 가수이다. 본관은 충주(忠州)이다.

## 방송
- 2011년 세시봉 친구들
- 2019년 우리말겨루기 788회 김미화와 함께 출연

## 생애
1948년 7월 15일 경기도 서울시에서 출생하였다. 서울 보성고등학교와 경희대학교 신문방송학과를 나온 그는 가수로 데뷔한 1972년에 제8회 TBC 방송가요대상에서 신인상을 받았으며, 1974년에는 영화 《맹물로 가는 자동차》의 조연으로 영화배우 데뷔하였고 같은 해 제10회 TBC 방송가요대상에서 최우수 남자 가수상을 수상했고, 이어 같은 해에 MBC 10대 가수상 및 TBC 7대 가수상, 또 연예대상도 수상했다.
1975년 제11회 방송가요대상 최우수 남자 가수상을 받았으며, 그해 11월 MBC 10대 가수상, TBC 7대 가수상을 수상한 바 있다.
그의 히트곡으로는 "사랑하는 마음", "화가 났을까", "비", "옛 친구", "잊지 못할 추억", "목장길 따라" 등이 있다. 가족관계로는 연극배우인 아버지 김동원이 있다.

## 가족 관계
- 아들: 김기범
- 딸: 김도연

## 인간 관계
- 포크 팝 가수 송창식, 방송인 이상벽, 포크 록 가수 이장희, 포크 팝 가수 윤형주와 절친한 친구 관계이다.

## CF
- 1986년 해태제과 해태껌 (Feat. 김혜수)

## 학력
- 보성고등학교 졸업
- 경희대학교 신문방송학과 학사

## 같이 보기
- 김동원
- 이해랑